# Oskar Pollak

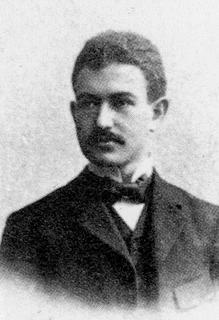
Oskar Pollak

Oskar Pollak (* 5. September 1883 in Prag; † 11. Juni 1915) war ein österreichischer Kunsthistoriker.

## Leben
Pollak war Mitschüler Franz Kafkas am Altstädter Deutschen Gymnasium. Nach der Matura nahm er zunächst ein Studium der Chemie, später der Philosophie und Archäologie und schließlich der Kunstgeschichte an der Universität Prag auf.
Zu Beginn des Studiums trat er – wie Kafka, dessen engster Freund er in dieser Zeit war – in die Lese- und Redehalle der deutschen Studenten in Prag ein. Im Sommersemester 1903 wurde er zum Kunstberichterstatter der literarischen Sektion bestimmt. In dieser Funktion übernahm Kafka seine Nachfolge, als Pollak im Herbst 1903 vorübergehend eine Stelle als Hauslehrer auf Schloss Oberstudenetz bei Zdiretz annahm.
Pollak promovierte 1907 über die Barockbildhauer Johann Brokoff und Ferdinand Maximilian Brokoff. Im selben Jahr heiratete er in Prag Hedwig Eisner. Wahrscheinlich stand er auch zu dieser Zeit noch mit Kafka in Verbindung, wenngleich dessen letzter erhaltener Brief an den Freund aus dem Jahr 1904 stammt und Pollak zu seinen Lebzeiten kein einziges Mal in Kafkas Tagebuch erwähnt wird.
Pollak verfasste zahlreiche Studien zur Kunstgeschichte, vor allem der Renaissance und des Barock. Von 1910 bis 1913 arbeitete er zunächst als Assistent, nach seiner Habilitation als Privatdozent für Kunstgeschichte an der Universität Wien. Als ihm die Position des kunsthistorischen Sekretärs am Österreichischen Historischen Institut in Rom angeboten wurde, verließ Pollak Wien und ging mit seiner Frau nach Italien.
Zu Beginn des Ersten Weltkriegs meldete er sich freiwillig. Er starb am 11. Juni 1915 an der österreichisch-italienischen Front am Isonzo.
Oskar Pollak hinterließ einen umfangreichen wissenschaftlichen Nachlass, der Ende der zwanziger Jahre teilweise publiziert wurde.

## Veröffentlichungen (Auswahl)
- Johann und Ferdinand Maximilian Brokoff. Ein Beitrag zur Geschichte der österreichischen Barockplastik. Calve, Prag 1910.
- Studien zur Geschichte der Architektur Prags 1520-1600. In: Jahrbuch der Kunsthistorischen Sammlungen des allerhöchsten Kaiserhauses Bd. 29, 1910, S. 86–170 (Digitalisat).
- Die Kunsttätigkeit unter Urban VIII. Aus dem Nachlass herausgegeben von Dagobert Frey. 2 Bände. Filser, Augsburg 1928–31.